# Simon Persson
Pour les articles homonymes, voir Persson.
Simon Persson, né le 31 août 1991, est un fondeur suédois.

## Biographie
Simon Persson connaît sa première sélection en équipe nationale en 2010 pour les Championnats du monde junior.
Il fait ses débuts en Coupe du monde en février 2012 à Szklarska Poręba, marquant ses premiers points avec la 25e place sur le sprint libre. Un mois plus tard, il est neuvième du sprint de Lahti, résultat qu'il égale en décembre 2013 à Davos.

## Palmarès

### Coupe du monde
- Meilleur classement général : 94e en 2013, avec une 94e position.
- En individuel, il a terminé au mieux neuvième d'un épreuve.

#### Différents classements en Coupe du monde
| Année/Classement | Année/Classement | Général | Général | Sprint | Sprint |  |
| ---------------- | ---------------- | ------- | ------- | ------ | ------ |  |
| Année/Classement | Année/Classement | Class.  | Points  | Class. | Points |  |
| 2012             | 2012             | 100e    | 35      | 49e    | 35     |  |
| 2013             | 2013             | 94e     | 40      | 48e    | 40     |  |
| 2014             | 2014             | 105e    | 34      | 52e    | 34     |  |
| 2016             | 2016             | 104e    | 22      | 60e    | 22     |  |
| 2017             | 2017             | 140e    | 8       | 75e    | 8      |  |